# 41. Kurentovanje (2001)
Kurentovanje 2001 je bil enainštirideseti uradni ptujski karneval, med 17. in 27. februarjem.
Letošnje 11-dnevno Kurentovanje, ki sta skupaj soorganizirala Gospodarsko interesno združenje za turizem Poetovio VIVAT in Albin Promotion. Častna pokroviteljica Kurentovanja pa je bila Andreja Rihter, ministrica za kulturo. Osrednjo mednarodno karnevalsko povorko si je letos ogledalo okrob 45.000 ljudi.
Minja Vučinič (v.d. GIZ Poetovio Vivat) in Milan Gabrovec kot vodja karnevalskega in etnografskega dela, ki je stal 7 milijonov tolarjev, sta sicer ugotovila da je bilo letošnje Kurentovanje uspešno, predvsem zaradi velikega obiska na ptujskih ulicah in trgih ter zadnje dni tudi v karnevalskem šotoru. A da hkrati še vedno precej šepa karnevalski del nedeljske mednarodne povorke v katerem so Ptujčani v celoti "pogrnili", razen šolskih skupin (pa še tu so manjkale srednje šole), kot kaže pa je karnevala konec tudi za ptujska podjetja, ki so bila nosilec karnevalskega dela vse od začetkov organiziranega Kurentovanja. Karnevalske skupine v glavnem od drugod, so se norčevale iz aktulnih tem kot so nore krave, zdravstva, gasilcev, ekologije, ilegalcev...itd. Tudi gostinci, ki so jih organizatorji letos še bolj vabili k sodelovanju z podarjenimi pustnimi maskami in pozivu naj le ponudijo pustne menije, pa ti niso bili zadovoljni saj so gostinski lokali bolj kot ne samevali.
Letos so vzpostavil nov koncept kurentovanja, ki naj bi predvsem oživil poulično dogajanje v mestnem jedru, saj je to zadnja leta predvsem na račun dogodkov v karnevalskem šotoru skoraj povsem zamrlo. Tako je bil letos v središču mesta bogat program z nastopi domačih ansamblov, pustnimi in etnografskimi liki, plesnimi skupinami, pouličnim gledališčem in s čarodejem. Tudi nekateri gostinski obrati so letos pripravili ples v maskah, kar je bil v preteklosti na Ptuju reden pojav, aktivno pa so se v poulično dogajanje vključevali tudi dijaki Ekonomske šole Ptuj. Zato so pozivali naj se vsi domačini, ne samo nastopajoči vendarle bolj pogosto našemijo.
Letošnje Kurentovanje je v 11 dneh obiskalo skupaj 90.000 ljudi, karnevalski šotor pa okrog 50.000 ljudi. 

## Celoten spored kurentovanja

### Uvod v pustni čas
| Od   | Dogodek                     | Dan                                                                                   | Obisk           |
| ---- | --------------------------- | ------------------------------------------------------------------------------------- | --------------- |
| 2001 | 1. kurentov (korantov) skok | Polnočno obredje ob ognju na Zokijevi domačiji v Budini (Svečnica – 2. na 3. februar) | več 10 kurentov |

### Glavni tradicionalni dogodki
| Od   | Dogodek                            | Dan                       |
| ---- | ---------------------------------- | ------------------------- |
| 1998 | 4. Otvoritvena etnografska povorka | predpustna sobota (17.2.) |
| 1960 | 41. mednarodna karnevalska povorka | pustna nedelja (25.2.)    |
| 1960 | 41. Pokop pusta                    | pustna torek (27.2.)      |

### Večerni prikaz ptujskih etnografskih likov
Na Novem trgu so nastopali samo etnografski liki, na Mestnem trgu pa vsi.
| Datum | Liki                                                                                 | Dan                   |
| --- | ------------------------------------------------------------------------------------ | --------------------- |
| Na Mestnem trgu vsak večer od 18. do 20. ure (nastopali so ansambli, plesne skupine, godba, poulično gledališče, čarodej...) |                                                                                      |                       |
| 17.2. | Narodni ansambel TRIO VETRNICA                                                       | predpustna sobota     |
| 17.2. | Godba na pihala Ormož z mažoretkami                                                  | predpustna sobota     |
| 18.2. | Poulično gledališče IMPRO Ljubljana                                                  | predpustna nedelja    |
| 18.2. | KD Priden možic: ulična predstava TAXI                                               | predpustna nedelja    |
| 19.2. | Večer afriške glasbe in plesa                                                        | predpustni ponedeljek |
| 19.2. | Jasna Knez: afriški in orientalski plesi                                             | predpustni ponedeljek |
| 20.2. | Čarodej Augustino                                                                    | predpustni torek      |
| 20.2. | Narodni ansambel TRIO VETERNiCA                                                      | predpustni torek      |
| 21.2. | DPD Svoboda Ptuj - pevke FS SPOMINČICE                                               | pustna sreda          |
| 21.2. | Glasbena skupina JEBE'LA CESTA                                                       | pustna sreda          |
| 22.2. | Tamburaška skupina KSD Cirkulane                                                     | pustni četrek         |
| 22.2. | Najmanjši leteči cirkus: predstava BREZ PANIKE                                       | pustni četrek         |
| 22.2. | Blues koncert: "TONY LEE KING"                                                       | pustni četrek         |
| 23.2. | KUD Slavko Ostreč Veržej: s. uprizoritev bojev s Kruci                               | pustni petek          |
| 23.2. | Glasbena skupina ZADNJI MOMENT                                                       | pustni petek          |
| 23.2. | Najmanjši leteči cirkus: predstava BREZ PANIKE                                       | pustni petek          |
| 24.2. | Babji mlin in Štajer Bend ob 10. uri                                                 | pustna sobota         |
| 24.2. | Glasbena skupina ORLOVSKA BANDA                                                      | pustna sobota         |
| 24.2. | Artistična točka z ognjem MEFISTO                                                    | pustna sobota         |
| 26.2. | Folklorna skupina ROŽMARIN Dolena                                                    | pustni ponedeljek     |
| 26.2. | Glasbena skupina ADIJO BEND                                                          | pustni ponedeljek     |
| 27.2. | Glasbena skupina Hudobni volk                                                        | pustni torek          |
| 27.2. | Pokop pusta ob 17. uri                                                               | pustni torek          |
| Vsak večer na Novem trgu ob 18.30 (nastopali so izključno etnografski liki)                                                  |                                                                                      |                       |
| 17.2. | Koranti 94, Orači (Župečja vas) in FS Mala vas - Zastavjaki in pevci                 | predpustna sobota     |
| 18.2. | Koranti (Hajdina) in Ploharji (Cirkovce)                                             | predpustna nedelja    |
| 19.2. | Cigani in orači (Dornava), Koranti Poetovio Ptuj in Etnografsko društvo Ježevka Ptuj | predpustni ponedeljek |
| 20.2. | KTD Klopotec - Vinogradniki, Koranti Šturmovec, Veseli koranti in Koranti (Turnišče) | predpustni torek      |
| 21.2. | Orači (Leskovec), Koranti (Lancova vas) in Koranti (Spuhlja)                         | predpustna sreda      |
| 22.2. | Orači (Lancova vas), Koranti (Rogoznica) in Kopjaši (FD Markovci)                    | pustni četrtek        |
| 23.2. | Koranti, pokarji z ruso in z orači (KFD Podlehnik) in Koranti (Destrnik)             | pustni petek          |
| 24.2. | Plesači in koranti (Pobrežje, Videm)                                                 | pustna sobota         |
| 26.2. | Koranti (Ptuj 1), Združenje korantov 2000 in Orači (FD Markovci).                    | pustni ponedeljek     |
| Glasbeni program v gostinskih obratih (dodatna glasbena ponudba v okviru kurentovanja)                                       |                                                                                      |                       |
| 23.2. | Ples v maskah (Hotel Mitra) ob 22. uri                                               | pustni petek          |
| 25.2. | Ples v maskah (Hotel Mitra) ob 22. uri                                               | pustna nedelja        |
| 27.2. | Popoldanski ples za mlade ob 12. uri (Romantika)                                     | pustni torek          |

### Karnevalski šotor
| Od   | Dogodek                             | Dan                   |
| ---- | ----------------------------------- | --------------------- |
| 1994 | 8. Veliki karnevalski ples v maskah | pustna sobota (24.2.) |

### Spremljevalni program
| Od   | Študentski dogodek                         | Dan                   |
| ---- | ------------------------------------------ | --------------------- |
| 2000 | 2. Kurentanc (Restavracija Pan, Kidričevo) | pustna sobota (24.2.) |

## Glavni dogodki

### 1. Kurentov skok (2.2.–3.2)
Zvonko Križaj oziroma 2. princ ptujskega karnevala "Matevž Zoki II" je hotel obuditi običaj iz otroštva, ko so si njegov oče in sosedje na Svečnico točno ob polnoči, prvič nadeli zvonce. Za to se je odločil da uvede novost, t.i. Kurentov skok, na njegovi domačiji v Budini ki pomeni uradni vstop v pustni čas. Za ta dogodek je značilno, da si kurenti ne nadenejo kožuha in maske, le zvonce, ježevke in gamaše. Zbralo se je nekaj 10 kurentov.

### 4. Srečanje slovenskih pustnih etnografskih likov in mask (17.2.)
17. februarja, ob 11. uri dopoldan, je bila otvoritvena slovesnost pred mestno hišo. V imenu mesta se je za uspešne ptujske dneve zavzel ptujski župan Miroslav Luci, ki bo teh enajst dni nekoliko v ozadju, v imenu FECC za Slovenijo pa predsednik Branko Brumen. Drugi princ karnevala Matevž Zoki oz. Zvonko Križaj za 11 dni "prevzel" oblast v mestu in obljubil da ga bo  neokrnjenega tudi vrnil. Princa je spremljalo 50 konjenikov z rančev Lea, Borlske, Pohorske, Valvasorjeve, Pikove, Krvav{ke, Trubarjeve, Savinjske in Šentjernejske konjenice. 
Po princu in gardi je sledil že četrti Prikaz slovenskih pustnih etnografskih likov in mask, ki ga je obiskalo okrog 15,000 ljudi, na katerem je nastopilo v 17 različnih etnografskih skupinah približno 800 etnografskih mask, od tega 350 kurentov (iz 18 skupin), ki pa so zatem obiskali še "Kurentovo deželo" (karnevalski šotor ob Dravi). V soboto pa je bilo poleg šotora, veselo tudi na Mestnem trgu, z številni ulični nastopi najrazličnejših skupin.
| - Mozirski pustnaki (Društvo Pust iz Mozirja) - Kopjaši (OŠ Markovci) - Kopjaši (FD Markovci) - Orači in koranti (Leskovec) - Cigani (Dornava) - Orači (Dornava) - Orači (Lancova vas) - Orači (FD Markovci) - Vile (OŠ Markovci) | - Orači, pokači, ruse, koranti (Podlehnik) - Ploharji (Cirkovce) - Pokači (Lovrenc na Dravskem polju) - Šoštanjski pust z več maskami (Šoštanj) - Šjme (Vrbica) - Škoromati (Hrušica) - Liške maske (Lig nad Kanalom) - 350 kurentov (iz 18 skupin) |  |

### 2. Kurentanc (24.2.)
24. februarja, na pustno soboto, je Klub ptujskih študentov (KPŠ) organiziral drugi Kurentanc z okrog 800 maskami, v restavraciji Pan, Kidričevo.

### 8. Veliki karnevalski ples v maskah (3.2.)
24. februarja, na pustno soboto zvečer, je potekal osrednji in najbolj obiskan dogodek v karnevalskem šotoru, velik karnevalski ples v maskah (bal).

### 41. Mednarodna karnevalska povorka (25.2.)
25. februarja, ob 14. uri, na pustno nedeljo, je na osrednji mednarodni karnevalski povorki, na kateri se je zbralo med 45.000 in 50.000 obiskovalcev, nastopilo 1500 udeležencev iz 45 skupin (23 karnevalskih in 22 etnografskih). Častna pokroviteljica letos je bila Andreja Rihter, ministrica za kulturo, ki je princu karnevala Matevžu Zokiju izročila spominsko darilo, srečala pa se je tudi z direktorji ptujskih kulturnih zavodov.
Med visokimi nedeljskimi gosti so bili tudi mariborski župan Boris Sovič, bivši minister Janko Razgoršek (tokrat v vlogi ministra Mariborskega karnevala); delegacija pobratenega slovaškega mesta Banská Štiavnica z županom Marijan Lichnerjem in skupina turistov pobratenega Burghausna. Obe mesti se zelo zanimata za poglobitev stikov s Ptujem; Slovaki so se s Ptujčani srečali že tretjič pred tem v Združenih arabskih emiratih in Washinghtonu.
Na pustno soboto in nedeljo je potekalo tudi tretje pustno srečanje vseh dosedanjih slovenskih zmagovalk za Miss Slovenije, ki so bile gostje ptujskega župana. Udeležile so se ga Janja Zupan, Neda Gačnik, Miša Novak in Maša Merc. Med bivanjem na Ptuju so jih povabili še v ptujsko klet, karnevalsko dvorano, na igrišče za golf in na kavo v Bo caffe. Bistra pa jim je podarila monografije Aleša Gačnika z osebnimi posvetili.
V etnografskem delu povorke je nastopilo skupaj 1000 udeležencev, v karnevalskem delu pa 500 udeležencev.
| ETNOGRAFSKI DEL; - Pihalni orkester Ptuj - Pihalni orkester Spodnja Polskava - Pihalni orkester Duplek - Pihalni orkester Dornava - Pokači - Kopjaši - Vile - Piceki - Jürek in Rabolj - Medvedi - Ploharji - Pobreški plesači - Baba deda nosi - Orači - Kurenti in Koranti (400 kurentov) - Babugerji-kukerji (Polena, Bolgarija) - Krampusi (Avstrija) - Munski zvončarji - ... in ostale etnografske skupine | KARNEVALSKI DEL; - Devetletka po željah (OŠ Mladika) - Nore krave (OŠ Ljudski vrt) - Rusa in cepljenje norih krav (OŠ Olga Meglič) - Strašila (Mezgovci ob Pesnici) - Robin Hood (Bukovci) - Nore krave (PGD Bukovci) - Ilegalci (TD Polenšak) - Požarna varnost v Halozah (PGD Majšperk) - Partizana na kolesu (Ptuj) - ... in ostale karnevalske skupine |

### Pustni ponedeljek (26.2.)
Podatkov o dogajanju na pustni ponedeljek iz časopisnih člankov ni na voljo.

### 41. Pokop pusta (27.2.)
Na pustni torek, 27. februarja, so v mestu ob 17. uri tudi uradno pokopali pust, za zabavo pa je poskrbela ptujska glasbena skupina Hudobni volk. Vsi uradi, trgovine in šole so se zaprli že dopoldan. Že ob 12. uri dopoldan je v diskoteki club Romantika potekal popoldanski ples za mlade.
Zadnji dan so v karnevalskem šotoru izžrebali srečneža kupca vstopnice, ki mu je prinesla glavno nagrado, nov avtomobil Audi A3.

## Karnevalski šotor
Karnevalski šotor (poimenovan "Kurentova dežela") je bil postavljen že sedmo leto zapored, a spet na novi, že 4. različni lokaciji. Tokrat so ga postavili nedaleč stran od lanskega leta (kjer je bilo letos le parkirišče) zraven tedanje Poetovie (danes Pomaranče), med železniškim in cestnim mostom, tik ob reki Dravi, z tremi medsebojno povezanimi šotori. Cena dnevne vstopnice je bila 200 tolarjev za otroke in 500 tolarjev za odrasle. Letos so postavili nov koncept kurentovanja, zato v šotoru ni blo etnografskih likov, saj so opustošili dogajanje v mestu. Je pa bil razdeljen v tri ločene šotore.

### Parkirišče med cestnim in železniškim mostom
- Otroški Coca-Cola šotor (mali šotor) – vodene otroške zabave; vsak dan med 10. in 14. uro
- Mladinski šotor (srednji šotor) – disco show program; vsak dan med 10. in 19. uro
- Glavni šotor (veliki šotor) – mehanska glasba (10. do 15. ure); prvi ansambel (15. do 18. ure); večerna zabava (18. do 1. ure zjutraj)

## Pokrovitelji

### Glavni
- Mestna občina Ptuj

### Ostali
| - Zavarovalnica Maribor - Telekom Slovenije - Nova KBM - Večer - ljubljanska banka - Perutnina Ptuj - Certus - Slovenske železnice - Paam Auto d.o.o. - Tenzor - Mercator - Haloze - Komunala Ptuj - Ptujske pekarne in slaščičarne | - Goya - Hosting - Gomilšek Anton s.p. - Petlja d.o.o. - Petršič Mirko s.p. - Tracking club Ptuj - Svila Maribor - NES - TEVE - Wrigley - Terme Ptuj - Kovinotehna - Radio-Tednik Ptuj - Metropolis Media |  |

## Nagrade
Strokovna komisija pod vodstvom prof. Kristine Šamperl Purg, je karnevalske skupine ocenjevala po izvirnosti, aktualnosti, izdelavi mask, nastopu in po številčnosti. Med karnevalske skupine so razdelili nagrade v višini 560,000 tolarjev, vendar v blagovni protivrednosti. Komisija je v svojo oceno zapisala še nekaj tehtnih ugotovitev, kot priporočila organizatorjem za prihodnje leto. Gre za to, da bi bilo potrebno nastop skupin na Mestnem trgu izvesti pred častno tribuno, da morajo skupine častne goste pozdraviti in da mora med povorko delovati tudi dežurna komunalna skupina, ki bo sproti odstranjevala konjske iztrebke. Dežurstvo s kombijem pa so med povorko organizirale Ptujske pekarne in slaščičarne, da bi ne zmanjkalo krofov.

### Karnevalske skupine
|            | Nastopajoči                                | Nagrada         |
| ---------- | ------------------------------------------ | --------------- |
| 1. nagrada | »Robin Hood« (Bukovci)                     | N/A             |
| 2. nagrada | »Strašila« (Mezgovci ob Pesnici)           | N/A             |
| 3. nagrada | »Nore krave« (PGD Bukovci)                 | N/A             |
| 4. nagrada | »Ilegalci« (TD Polenšak)                   | N/A             |
| 5. nagrada | »Požarna varnost v Halozah« (PGD Majšperk) | N/A             |
| 6. nagrada | »Partizana na kolesu« (Ptuj)               | mobilni telefon |

### Za udeležbo osnovnih šol na karnevalski povorki
- Podatkov ni na voljo

### Najbolj domiselne skupinske maske na karnevalskem balu v šotoru
- Podatkov ni na voljo

### Najlepše okrašena stanovanjske hiše
- Podatkov ni na voljo

### Najlepše okrašene izložbe
- Podatkov ni na voljo

## Etnografski liki
Avtohtoni etnografski liki iz Ptujskega polja, Dravskega polja ter z območja Haloz:
| - "Kurent" ali "Korant" (glavni etnografski lik) - "Pustni plesači" (Pobrežje, Videm) - "Pokači" (za srečo in blagostanje) - "Ploharji" (za čaranje plodnosti) - "Orači" (zarišejo magični krog) - "Hudič" (bojte, bojte, prihaja) - "Kopjaš" (ženitni lik) - "Cigani" (Dornava) | - "Moža išče kopanja" (slamnata nevesta) - "Kurike in piceki" (za dobro letino) - "Nagajivi medved" (Ptujsko polje) - "Baba deda nosi" (duhovi rajnih) - "Jürek in rabolj" (Haloze) - "Vile" (Zabovci) - "Ruse" (Ptujsko polje) |  |

## Trasa

### Otvoritveno srečanje slovenskih pustnih likov in mask (17.2.)
- Zadružni trg (start) – Pešmost – Dravska – Minoritski trg – Krempljeva – Mestni trg – Miklošičeva – Slomškova – Slovenski trg – Cankarjeva – Pešmost – Zadružni trg (zaključek)

### Mednarodna karnevalska povorka (25.2.)
- Osojnikova (start) – Gregorčičev drevored – Potrčeva – Ciril Metodov drevored – Osojnikova – Trstenjakova – Slomškova – Miklošičeva –
Mestni trg – Krempljeva – Minoritski trg – Dravska – Pešmost – Zadružni trg (zaključek)

## 2. Princ karnevala
Matevž Zoki, je postal 2. princ karnevala, ki je imel je enoletni mandat in je znan po tem da je uvedel "Kurentov skok". Inavguriran je bil na Martinovo leta 2000 točno ob 11.11 uri. Na otvoritvi karnevala je od župana prejel ključe mestne hiše in za 11 dni "prevzel" mestno oblast.

## Bližnji etnografski fašenki

### V okolici Ptuja
| #   | Povorka         | Dan               | Od   |
| --- | --------------- | ----------------- | ---- |
| 10. | Markovci        | pustna nedelja    | 1992 |
| 9.  | Cirkovce        | pustni torek      | 1993 |
| 8.  | Cirkulane       | pustna sobota     | 1994 |
| 6.  | Videm pri Ptuju | pustni ponedeljek | 1996 |
| 2.  | Majšperk        | pustna sobota     | 2000 |